# Zmaj s sedmerimi glavami
Zmaj s sedmerimi glavami je slovenska ljudska pravljica.

## Vsebina
Živel je zelo močan mladenič, ki je odšel po svetu, da bi si zaslužil kruha in si poiskal srečo. Pride v kraj, kjer ljudje trpijo zaradi zmaja s sedmerimi glavami, ki je pokončal že mnogo ljudi. Kralj dežele razglasi, da tistemu, ki premaga zmaja, da svojo hčer za ženo ter kraljevsko oblast. Mladenič se javi kralju ter gre na boj. S sabo vzame težak meč ter se odpravi proti jezeru, kjer prebiva hudobni zmaj. Za mladeniča izve tudi velikaš, ki želi prevzeti kraljev prestol. Vendar se zmaja zelo boji in mladeniču skrivaj sledi, da on opravi delo namesto njega. Ko pride mladenič do zmaja, ga le ta takoj napade, mladenič pa mu poseka vseh sedem glav ter poreže iz zmajskih ust vseh sedem jezikov, glave pa pusti ob jezeru. Ker je truden gre v gozd in zaspi. Velikaš medtem časom pobere vseh sedem glav ter se odpravi nazaj v grad. Kralj se novice, da je zmaj mrtev, razveseli ter priredi gostjo in okliče zaroko med velikašem in hčerjo. V grad pride tudi mladenič ter kralju pove, da je on ubil zmaja. Kralj se sprva razhudi, ko pa mu mladenič pokaže sedem jezikov, sprevidi, da govori resnico. Velikaša zaprejo v ječo, mladeniča pa zaroči s hčerjo in mu izroči krono. 

## Analiza
- Književni čas in prostor: Nista definirana. V slovenskih ljudskih pravljicah v katerih prav tako nastopajo zmaji kot so npr. Zmaj v Logarski dolini, Zmaj pod Raduho, Zmaj v Loškem potoku, Žirovski zmaj itd. pa je književni prostor določen že v samem naslovu.
- Književne osebe: mladenič, kralj, velikaš, zmaj in kraljeva hčer.
- Motivi: Motiv boja z zmajem (boj med nasprotujočimi si silama predstavlja osrednje dejanje kozmološkega in rodovitnostnega mita). Številni mitološki junaki se tekom življenja spopadejo z zmajem. Motiv junaštva (mladenič se pogumno poda v boj, velikaš pa mu srahopetno sledi)
- Sporočilo: Dobro je vedno nagrajeno in zlo kaznovano.
- Pripovedovalec: Tretje osebni ali vsevedni pripovedovalec.
- Slog: Pravljična števila (zmaj s sedmerimi glavami, sedem jezikov), okrasni pridevki (huda nadloga, kraljevska oblast, hudi boj)

## Zmaj kot bajeslovna žival
Ljudje so si poleg mitoloških oseb predstavljali tudi mitološke živali, njihova gibanja in dejanja. Bile so v podobah zmajev, večglavih kač, volkov, psov, polkonj, samorogov, zlatorogov, ptic itd. Ljudje so se tako kot danes tudi v preteklosti morali spopadati s številnimi naravnimi pojavi. Da so preživeli in vztrajali v skrivnostnem svetu so si stvari razlagali po svoje in v teh razlagah so nastopala skrivnostna in nadnaravna bitja. Zelo pogosti so zmaji, ki bruhajo ogenj in imajo lahko več glav hkrati. Velikokrat imajo tri, sedem, devet ali celo več glav (število glav je mnogokratnik števila tri ali sedem, ker so to pravljična števila). Z vsemi glavami, ki jih zmaj ima, lahko nadzoruje vse ljudi, ves svet in celo vse planete v vesolju. Imenujejo jih različno kot na primer drak, lintvern, pozoj, viza, celo premog.
Zmaj je mešanica kuščarja, kače in ptiča,  kar mu omogoča, da lahko leti, živi v vodi in pod zemljo. V evropskem izročilu pooseblja zlo, medtem ko na Kitajskem predstavlja cesarsko moč. Zmaj lahko v vodi povzroči hude nesreče, njegovi premiki pod zemljo in v notranjosti gora pa povzročajo plazove, udor vode. Zmaja so imeli za povzročitelja skoraj vseh naravnih katastrof.